# نازنین بنیادی
نازنین بنیادی (زادهٔ ۲۲ مهٔ ۱۹۸۰) بازیگر و کنشگر ایرانی-بریتانیایی است. او در ایران به دنیا آمد و در لندن بزرگ شد و سپس در ایالات متحده به دانشگاه رفت. او بازیگری را پیش گرفت و همراه مادرش عضو کلیسای ساینتولوژی شد که بعدا به ارتباطش با تام کروز انجامید.
او در آمریکا نخستین نقش بازیگری‌اش را در درام پزشکی بیمارستان عمومی (۲۰۰۹–۲۰۰۷) و اسپین‌آف آن، بیمارستان عمومی: شیفت شب (۲۰۰۷) ایفا کرد. از آن هنگام، او در فیلم‌ها و سریال‌هایی حضور یافت و بیشتر بابت بازی در سریال تلویزیونی آشنایی با مادر (۲۰۱۱)، سریال سیاسی-هیجانی میهن (۲۰۱۴–۲۰۱۳)، فیلم درام تاریخی بن هور (۲۰۱۶)، سریال هیجانی علمی‌تخیلی همتا (۲۰۱۸–۲۰۱۷)، فیلم هیجانی اکشن هتل بمبئی (۲۰۱۸) و سریال فانتزی ارباب حلقه‌ها: حلقه‌های قدرت (۲۰۲۲) شناخته شده‌است.
بنیادی از سال ۲۰۰۹ تا ۲۰۱۵، سخنگوی سازمان عفو بین‌الملل بود و از سال ۲۰۱۵ نیز عضو هیئت مدیره مرکز حقوق بشر در ایران است. او مدتی در شورای همبستگی فعال بود و کنشگری سیاسی بسیاری برای همراه کردن جامعه بین المللی با اعتراضات ایران داشت.

## زندگی
نازنین بنیادی در تهران زاده شد. خانوادهٔ او در بیستمین روز پس از تولّدش به لندن مهاجرت کردند. او تا ۱۹ سالگی در لندن زندگی و سپس به لس آنجلس مهاجرت کرد. او در کودکی رقص باله و نواختن ویولن را آموخت و تجربیاتی هم در اسکیت روی یخ، رقص عربی و غواصی دارد.
بنیادی از یک آموزشگاه خصوصی در لندن فارغ‌التحصیل شد. او دارای مدرک تحصیلی لیسانس از دانشگاه کالیفرنیا، ارواین در رشته زیست‌شناسی است و پژوهش‌هایی هم در مورد سرطان داشته‌است که باعث شد برنده جایزه چانگ پی-چون دانشجویان دوره کارشناسی شود.

### دوران بازیگری
بنیادی، حرفه خود را در سال ۲۰۰۶ از زیست‌شناسی به بازیگری تغییر داد. نخستین نقش او با عنوان لیلا میر در سریال درام بیمارستان عمومی بود. وی در سن کم، هنگامی که در انگلستان بود در تلویزیون بخش کودکان ایفای نقش کرده‌است. او خود در این مورد در مصاحبه‌ای با بی‌بی‌سی فارسی گفته‌است: «تنها کار تلویزیونی که کردم در سنین جوانی در لندن و برنامه کودکان بنام «یرلی برث» بود؛ ولی در اصل عشق و علاقه‌ام به فیلم است.»

### ارتباط با تام کروز و ساینتولوژی

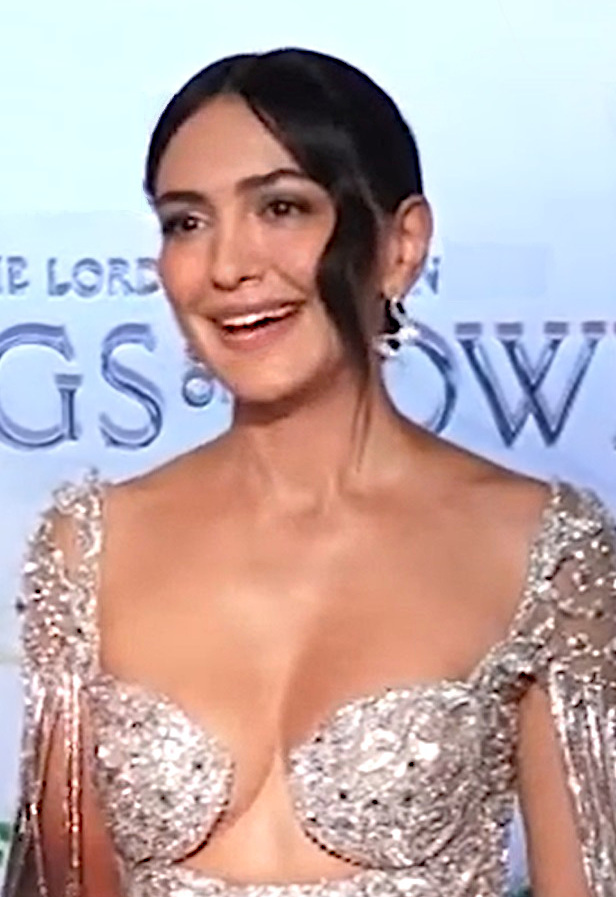
بنیادی در اوت ۲۰۲۲‏

مادر نازنین، عضو کلیسای ساینتولوژی بود. او نیز در میانه دهه ۲۰۰۰ (میلادی) از ۱۷ سالگی خود را وقف کار داوطلبانه برای کلیسای ساینتولوژی کرد. زیرا فکر می‌کرد کلیسا کارهای انسان دوستانه انجام می‌دهد. در سال ۲۰۰۵ به خاطر رکورد فروش کتاب برای کلیسا، از او تقدیر شد. بنا بر فیلم مستند پاک شدن، در سال ۲۰۰۴ تام کروز، از اعضای کلیسای ساینتولوژی، پس از قطع رابطه با پنه لوپه کروز از نداشتن دوست‌دختر شکایت می‌کرد. دیوید میسکویج (رهبر کلیسای ساینتولوژی) زنش شلی میسکویج را مسئول برنامه‌ای برای هنرآزمایی و یافتن بازیگران زن کرد که برنامه‌ای برای یافتن جفت جدید کروز بود بدون آن که شرکت‌کنندگان آن از این مسئله مطلع باشند. برگزیده این برنامه بنیادی بود.
میسکویج «گریگ ولهیِر» را مأمور کرد تا نازنین را از لحاظ تناسب و مقبولیت در برنامه فشرده یک‌ماهه چک امنیتی، مصاحبه و بازرسی کند. سپس نازنین را از خانواده جدا کرده و به مرکز ستاره‌ها بردند. در آنجا مشکلات خاص نیز حل شدند. از جمله، رابطه عشقی نازنین با دوست‌پسر خود، تامی دیویس، که مدت‌ها با یکدیگر ارتباط داشتند. آن‌ها به نازنین نشان دادند که دوست‌پسر او در جلسه اعتراف گفته که به نازنین خیانت کرده‌است؛ بنابراین رابطه آن‌ها پایان یافت. پس از آن ارتودنسی دندان‌های نازنین را بیرون کشیدند و از فروشگاه بربری بورلی هیز بیست هزار دلار آمریکا برایش لباس خریدند. در گام بعدی، آرایشگر و طراح سبک موی تام کروز موهای نازنین را طبق ذائقه تام کروز رنگ کرد. به نازنین گفته شد که این کارها بخشی از مأموریت بشردوستانه کلیسا هستند؛ زیرا او باید هنگام دیدار با رهبران جهان زیبا باشد. نازنین تازه هنگامی که به نیویورک رسید نقش واقعی خود به عنوان معشوقه تام کروز را فهمید. در اواخر سال ۲۰۰۴ آن‌ها زندگی با یکدیگر را آغاز کردند. در آغاز تام کروز بسیار رمانتیک بود. اما در مدت کوتاهی، بسیار خشن و بداخلاق شد. هنگامی که میسکویج به مهمانی آن‌ها رفت نازنین بیمار بود و به حضور مسکویج توجهی نشان نداد. اینکار موجب خشم مسیکویج شد. روز پس از آن کروز با مشت بر میز کوبیده و نازنین را متهم به توهین به رهبر کلیسا کرد. دو هفته بعد در ژانویه ۲۰۰۵ به نازنین اطلاع دادند که رابطه‌اش با تام کروز تمام شده‌است. اعضای ساینتولوژی به خانه بنیادی رفته و همه تصاویر مشترک و نامه‌های او با کروز را با خود بردند. هنگامی که بنیادی از بدرفتاری میسکویج و کروز با دوست ساینتولوژیست خود درد دل کرد او این مسئله را فوراً گزارش داد. برای مجازات، بنیادی را به شستن دستشویی‌ها با مسواک مجبور کردند.
لیا رمینی در خاطرات خود نوشته‌است بنیادی اجازه نداشت با کسی صحبت کند و بدون همراهی نماینده‌ای از کلیسا جایی رفت‌وآمد کند چرا که او خائن به کلیسا محسوب می‌شد. کلیسای ساینتولوژی او را مجبور به امضای پیمان‌نامه عدم افشا کرد. اما خودِ کلیسا و وکیل تام کروز این موضوع را رد می‌کنند. ولی پل هگیس این موضوع را تأیید کرد. گفته‌های بنیادی از آنچه بر او در دوران عضویت در ساینتولوژی گذشت از روی اعترافات او به اداره تحقیقات فدرال (اف‌بی‌آی) به‌دست آمده‌اند. دیوید میسکویج ادعا می‌کند که هیچگاه در زندگی کروز دخالت نکرده و هرگز برای او دنبال دوست‌دختر نبوده‌است. پس از آن، نازنین، کلیسا را ترک کرد. او هم‌اکنون خود را «مسلمان غیرمتعهد» می‌داند.

### کنشگری سیاسی
نازنین بنیادی عضو عفو بین‌الملل ایالات متحده آمریکا است. تمرکز او بر حقوق جوانان، حقوق زنان، و زندانیان عقیدتی در ایران است. او در ژوئن ۲۰۲۰ به عنوان یکی از سفیران سازمان عفو بین‌الملل بریتانیا انتخاب شد.

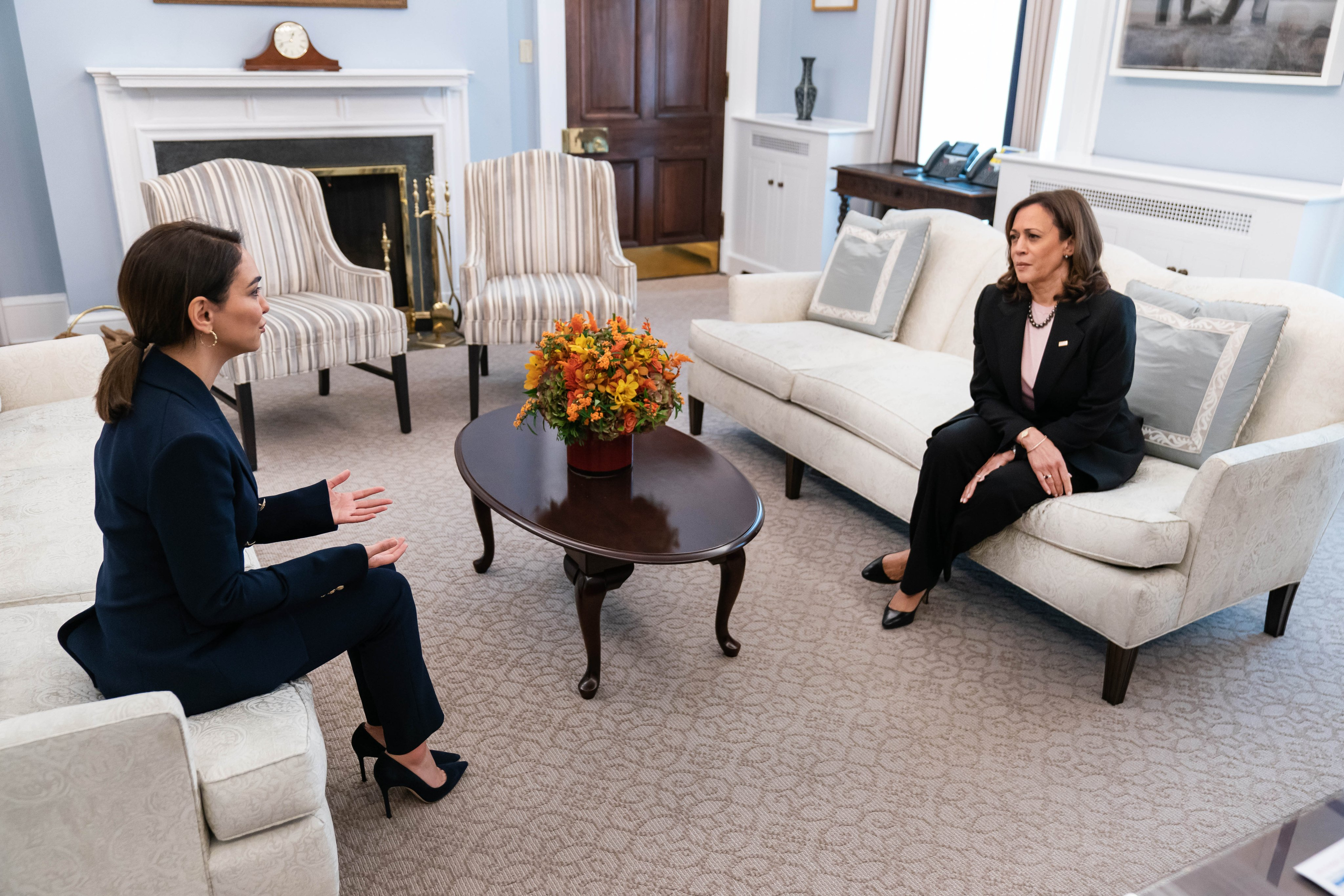
بنیادی و کاملا هریس معاون رئیس‌جمهور ایالات متحده، اکتبر ۲۰۲۲‏

نازنین بنیادی در آذر ۱۳۸۹ کارزاری را برای آزادی محمد رسول‌اف و جعفر پناهی به راه انداخت. سینماگران سرشناسی چون پل هگیس، مارتین اسکورسیزی، شان پن، هاروی واینستین، و ران هاوارد از این کارزار حمایت کردند.
در خرداد ۱۳۹۰ او به کارزار آزادی سه آمریکایی دستگیر شده در ایران پیوست.
او پس از انتشار بیانیه ۱۴ در ایران که در آن خواستار استعفای علی خامنه‌ای و گذار از نظام جمهوری اسلامی شده بودند، از جمله ۱۴ فعال زنی بود که در خارج از ایران با انتشار نامه‌ای از این زنان پشتیبانی کردند.
همزمان با اعتراضات زن زندگی آزادی در ایران، نازنین بنیادی یکی از طرفداران این اعتراض شد. او سعی کرد تا با جلسات مختلف با سران کشورها، توجه بین‌المللی به سمت تحولات و اعتراضات در ایران جلب کند. یکی از اقدامات او در این راستا، شرکت در جلسه غیر رسمی شورای امنیت در آمریکا بود که توسط آمریکا و آلبانی تدارک دیده شده بود. او در این سخنرانی تاکید کرد که حکومت ایران باید از مذهبی به دموکراتیک تغییر یابد. او جلساتی را هم با کاملا هریس «معاون رییس جمهور» آنتونی بلینکن «وزیر امور خارجه» و جیک سالیوان «مشاور امنیت ملی کاخ سفید» داشت.

### شورای همبستگی

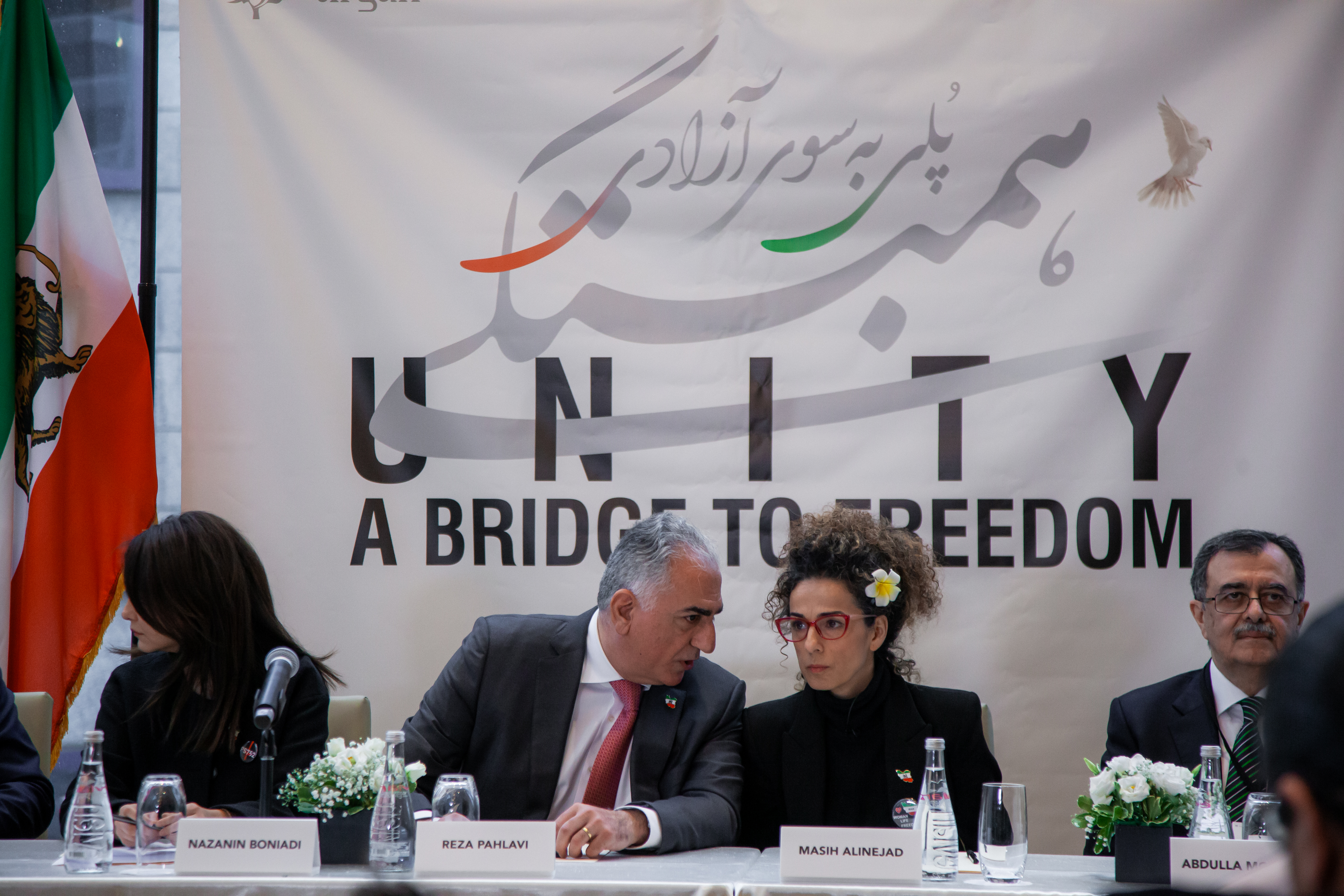
از راست: عبدالله مهتدی، مسیح علی‌نژاد و رضا پهلوی و نازنین بنیادی در مارس ۲۰۲۳

حامد اسماعیلیون برای سومین سالگرد سرنگونی هواپیمای اوکراینی حدود بیست نفر ازجمله او مسیح علی‌نژاد، عبدالله مهتدی، رضا مریدی، عطا هودشتیان، نازنین افشین جم، افشین افشین جم و نازنین بنیادی را به دو جلسه دعوت کرد و شورای هبستگی و سازماندهی برای آزادی ایران را تاسیس کرد. این شورا منشوری را با عنوان منشور مهسا در روز جمعه ۱۹ اسفند ۱۴۰۱ به امضا رساندند. بنیادی، در ۱۸ اردیبهشت ۱۴۰۲ از شورای همبستگی علیه جمهوری اسلامی ایران خارج شد. او در پیامی از خروج کاملش از این شورا خبر داد و نوشت: «به مانند همیشه برای استقرار حکومتی دموکراتیک و سکولار بر پایه اعلامیه جهانی حقوق بشر در کنار مردم ایران خواهد بود». پیش از او، اسماعیلیون هم از این شورا خارج شده بود. با خروج این دو عضو، تنها شیرین عبادی، عبدالله مهتدی، رضا پهلوی و مسیح علی‌نژاد در این شورا باقی ماندند.

### بازداشت در فرودگاه هیترو لندن
بنیادی، در سال ۱۴۰۲، دو بار توسط «واحد مبارزه با تروریسم و افسران مرزی» در فرودگاه «هیترو» لندن بازداشت و بازجویی شد. خود او درباره دلیل بازداشتش مطلبی را منتشر نکرده است و فقط به این بازداشت اعتراض خود را نشان داده است.

## فیلم‌شناسی

### تلویزیون
| سال         | نام                      | نقش         | توضیح                                                    |
| ----------- | ------------------------ | ----------- | -------------------------------------------------------- |
| ۲۰۰۷        | The Game                 | جوزی        | قسمت ۲                                                   |
| ۲۰۰۷        | بیمارستان عمومی: شیفت شب | لیلا میر    | قسمت ۱۳                                                  |
| ۲۰۰۷–۲۰۰۹   | بیمارستان عمومی          | لیلا میر    | قسمت ۱۱۹                                                 |
| ۲۰۱۰        | The Deep End             | هدر میسون   | قسمت: "To Have and to Hold"                              |
| ۲۰۱۰        | ۲۴                       | زن بلوند    | قسمت ۲                                                   |
| ۲۰۱۰        | Hawthorne                | انیسا آمارا | قسمت: "Final Curtain"                                    |
| ۲۰۱۱        | سوتس                     | لورن پرل    | قسمت: "Errors and Omissions"                             |
| ۲۰۱۱ و ۲۰۱۴ | آشنایی با مادر           | نورا        | فصل ۶–۷ (باز تکرار؛ ۹ قسمت) فصل ۹ (بازیگر مهمان؛ قسمت ۱) |
| ۲۰۱۲        | سی‌اس‌آی                   | پرستار لورن | قسمت: "Seeing Red"                                       |
| ۲۰۱۲        | Best Friends Forever     | نایا        | قسمت ۲                                                   |
| ۲۰۱۳        | Go On                    | حنا         | قسمت ۱                                                   |
| ۲۰۱۳        | آناتومی گری              | آرمیتا      | قسمت ۱                                                   |
| ۲۰۱۳–۲۰۱۴   | میهن (فصل ۳)             | فارا شیرازی | فصل ۳ (باز تکرار؛ ۶ قسمت) فصل ۴ (پشت سر هم؛ ۱۰ قسمت)     |
| ۲۰۱۴        | رسوایی                   | عدنان سلیف  | فصل ۳ (باز تکرار؛ ۷ قسمت)                                |
| ۲۰۱۸        | همتا                     | کلر کوئیل   | پشت سر هم                                                |
| ۲۰۲۲        | ارباب حلقه‌ها             | برونوین     | نقش اصلی                                                 |

### سینما
| سال  | فیلم                      | نقش                  | توضیح                                |
| ---- | ------------------------- | -------------------- | ------------------------------------ |
| ۲۰۰۶ | Kal: Yesterday & Tomorrow | سیمی                 | فیلم کوتاه                           |
| ۲۰۰۷ | Gameface                  | تیلور                |                                      |
| ۲۰۰۸ | جنگ چارلی ویلسون          | زن پناهنده افغان     | عنوان نشده                           |
| ۲۰۰۸ | مرد آهنی                  | امیره احمد           |                                      |
| ۲۰۰۹ | Diplomacy                 | مترجم فارسی          | فیلم کوتاه                           |
| ۲۰۱۰ | سه روز آینده              | الین                 |                                      |
| ۲۰۱۲ | شیرین عاشق                | شیرین                |                                      |
| ۲۰۱۵ | رقصنده صحرا               | پریسا غفاریان        |                                      |
| ۲۰۱۶ | بن هور                    | استر                 |                                      |
| ۲۰۱۶ | مسافران                   | سلام دهنده هلوگرافیک |                                      |
| ۲۰۱۸ | هتل بمبئی                 | زهرا                 | سینمایی، محصول هند، استرالیا، آمریکا |
| ۲۰۱۹ | بامب‌شل                    | رودابه بختیار        |                                      |

## جوایز
نازنین بنیادی، جایزه «آگاهی‌بخشی» سال ۲۰۲۰ «خانه آزادی» تحت عنوان «قدرت اعتراض» را از آن خود کرد. بنیاد صلح سیدنی، جایزه سالانه سال ۲۰۲۳ میلادی خود را به نازنین بنیادی، بازیگر ایرانی، فعال حقوق بشر و از چهره‌های مخالف جمهوری اسلامی، اعطا کرد.
وی همچنین نامزد دریافت جایزه ایمیج به دلیل نقش خود در بیمارستان عمومی شده بود.

### دیگر منابع
- مشارکت‌کنندگان ویکی‌پدیا. «Nazanin Boniadi». در دانشنامهٔ ویکی‌پدیای انگلیسی، بازبینی‌شده در ۳ اوت ۲۰۱۸.